# Michi Marchner

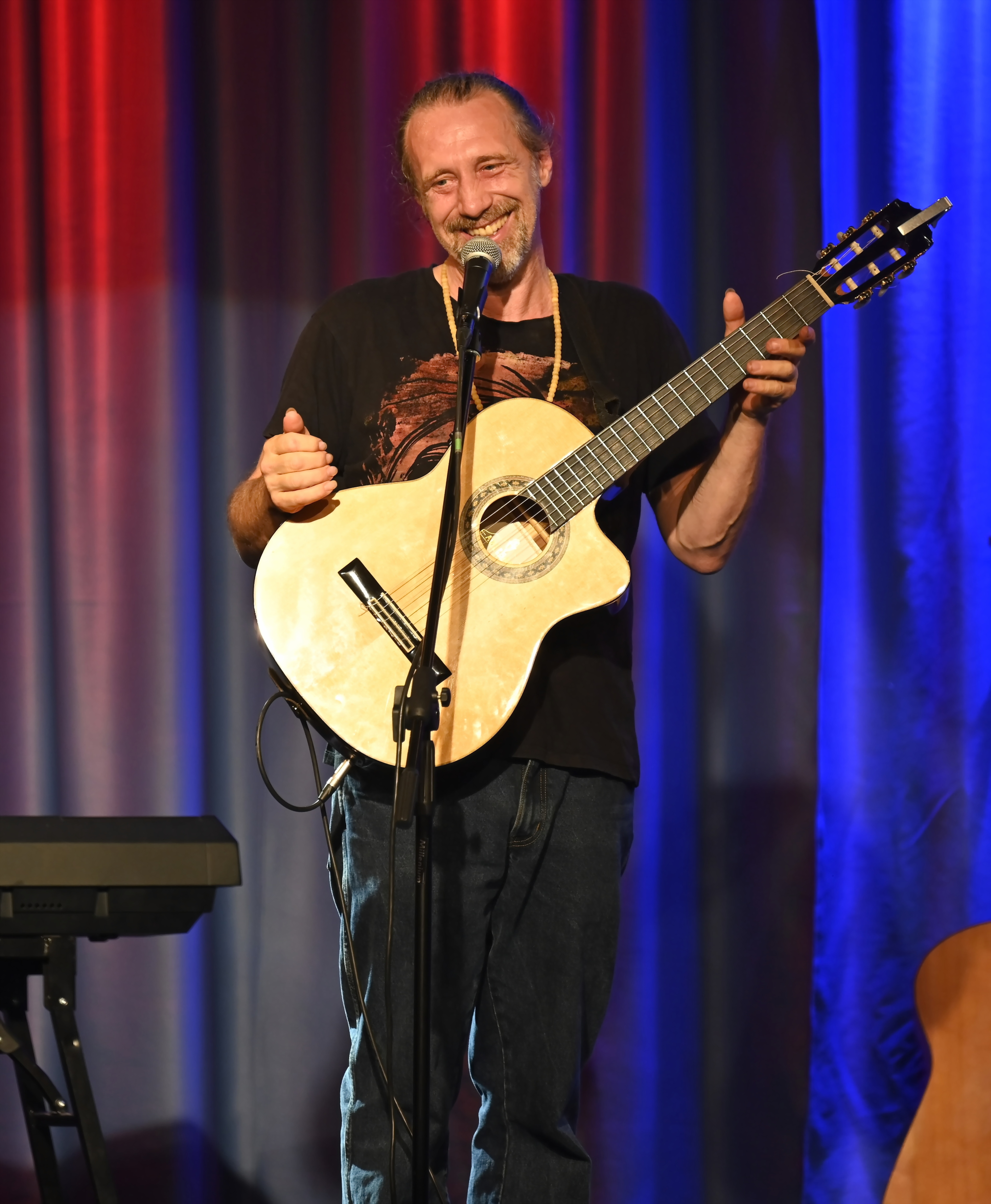
Michi Marchner, 2023

Michael „Michi“ Marchner (* 28. Oktober 1966 in München) ist ein deutscher Musik-Kabarettist, Liedermacher, Comedian und Entertainer. Seit 1987 ist er Mitglied der Kabarettmusikgruppe Les Derhosn.

## Biografie
Marchner wurde am 28. Oktober 1966 im Münchener Stadtteil Schwabing geboren. Mit der Einschulung begann er Gitarrenunterricht zu nehmen, das Live-Spiel erlernte er bei Shawn Vegvary. Autodidaktisch brachte sich Marchner unter anderem das Spielen am Piano bei. Von 1995 bis 1998 absolvierte er ein Intensivstudium am privaten Musikinstitut für Rock- und Pop-Musik in München.
1987 gründete Marchner zusammen mit Martin Lidl die Musikkabarettistengruppe Les Derhosn, welche unter anderem den Kabarett Kaktus gewinnen konnte. Gemeinsam mit dem Kabarettisten und Fernseh-Entertainer Helmut Schleich treten sie seit 1996 in einem gemeinsamen Bühnenprojekt unter dem Titel „Helmut Schleich meets Les Derhosn“ auf. Seit 2002 steht Marchner auch solo auf der Bühne und veröffentlichte vier Soloprogramme. Ebenfalls erfolgten Auftritte in TV-Kabarett- und Comedy-Formaten, so unter anderem bei Ottis Schlachthof. Weitere musikalische Projekte, an denen Marchner beteiligt war, waren die westafrikanischen Percussion-Formation Groupe Sodia und die Klezmer-Formation Massel-Tov. Aufgrund seiner Erfolge als Musik-Comedian wurde Toni Bartl 2008 auf Marchner aufmerksam und engagierte ihn für mehrere Programme, u. a. für das Programm Yellow Hands. Außerdem wirkte er als Frontmann bei ähnlichen Projekten Recyklang, Alpen Sperrmüll, SCRAP – Wertstoff-Orchester mit und ist bis heute als Solist Trashman für Toni Bartl unterwegs.
2011 spielte Marchner die Hauptrolle als Simon Kreuzpaintner in Joseph Mayerhofers Heimatdrama Mischgebiet. Seit 2013 organisiert, veranstaltet und moderiert er Comedy Lounges – gemischte Shows, in denen er Künstler aus Deutschland, aber auch internationale Musik und Comedy-Acts in verschiedenen Locations präsentiert. 2015 moderierte Marchner Varieté Shows für das GOP-Theater in München. Im selben Jahr schrieb und choreographierte Marchner gemeinsam mit dem Schauspieler und Coach Frank Astor die Trend – und Zukunftsshow Robo Sapiens – Gibt es ein Leben zwischen Null und Eins?, am 17. Mai 2017 veröffentlichten beide gemeinsam das Buches Future Now. Seit 2016 präsentiert Marchner wöchentlich auf Kultradio Marchners Wochenrückblick.

## Soloprogramme
- 2003: Normal is Super – ein Tankwart parkt aus
- 2006: Fallbeil Spiele
- 2012: Die Besten sterben jung
- 2017: Ausnahmsweise wie immer

## Filmografie
- 2010: Fun(k)haus
- 2011: Mischgebiet
- 2011: Auftritt in Ottis Schlachthof
- ab 2013: Vereinsheim Schwabing
- 2016: SWR Fernsehen: kabarett.com[7]

## Veröffentlichungen

### Alben
- 1995: Altlasten (als Les Derhosn)
- 1999: Da Boandlgrama(als Les Derhosn)
- 1999: Redstu Yiddish (als Massel Tov)
- 2000: Live 2000 (als Massel Tov)
- 2002: Voll unter die Göthelinie (als Les Derhosn)
- 2007: Shtile Trit (als Massel Tov)
- 2010: Männer sind Helden – vom Alphamann zum Betablocker (als Les Derhosn)
- 2014: Die Besten sterben jung (als Michi Marchner; über BSC Music)

## Auszeichnungen solo
- 2010: Stockstädter Römerhelm
- 2012: Giesinger Kulturpreis[8]
- 2012: Ostbayerischer Kabarettpreis
- 2013: Dritter Platz Paulaner Solo+